# 小城子镇 (宁城县)
小城子镇，是中华人民共和国内蒙古自治区赤峰市宁城县下辖的一个乡镇级行政单位。

## 行政区划
小城子镇下辖以下地区：
宁中村、宁北村、宁南村、红旗村、三家村、台子村、白音桃海村、南湾子村、田家营子村、柳树营子村、太平庄村、水泉沟村、下窝铺村、小五家村、王家营子村、刘家窝铺村、高桥村、长皋村和八家子村。